# سيدني إي. مانينغ
سيدني إي. مانينغ (بالإنجليزية: Sidney E. Manning)‏ هو عسكري أمريكي، ولد في 17 يوليو 1892 في ألاباما في الولايات المتحدة، وتوفي في 15 ديسمبر 1960.